# Tregony
Tregony, noto un tempo anche come Tregoney (in lingua cornica: Trerigoni) è un villaggio con status di parrocchia civile della contea inglese della Cornovaglia (Inghilterra sud-occidentale), facente parte dell'ex-distretto di Carrick e situato ai margini della penisola di Roseland e lungo il corso del fiume Fal. Conta una popolazione di circa 750-800 abitanti.

## Etimologia
Il villaggio prende il nome da un castello normanno chiamato Treg-ney, che si ergeva sulla Tregony Hill.

## Geografia fisica
Il villaggio si trova a circa 15 miglia dalla costa sulla Manica ed è considerato la porta d'accesso alla penisola di Roseland.

## Società

### Evoluzione demografica
Al censimento del 2011, il villaggio di Tregony contava una popolazione pari a 768 abitanti.

## Storia
Nel corso del XIV secolo, la località di Tregony era considerata una vera e propria città.
In quel periodo vi erano molti mulini utilizzati per la produzione della lana e della cosiddetta "stoffa di Tregony".